# Audiolibro

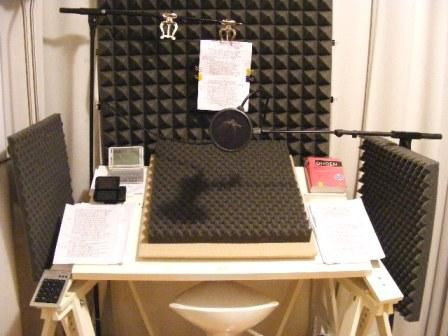
Esempio di audio studio professionale.

Un audiolibro è la registrazione audio di un libro letto ad alta voce da uno o più attori, da un lettore oppure da un motore di sintesi vocale.

## Storia
Nella storia dell'audiolibro si distinguono tre fasi:
- Registrazione su disco in vinile (anni trenta del XX secolo);
- Registrazione su audiocassetta (nel dopoguerra);
- Registrazione digitale (dapprima su CD audio, poi in formato l'MP3, oppure l'Ogg Vorbis).

Secondo qualcuno, il primissimo audiolibro sarebbe What a Young Boy Ought to Know, una serie di cilindri fonografici di Sylvanus Stall tratta dal suo omonimo bestseller del 1897.
Esistono anche formati più specifici, come ad esempio il DTB (Digital Talking Book), che consentono di sincronizzare la visualizzazione del testo a schermo con l'audio.
Un discorso a parte va fatto per i software di sintesi vocale che, tramite opportuni algoritmi, possono analizzare in tempo reale un testo e convertirlo in linguaggio verbale. Alcuni lettori di eBook li integrano nel loro software.

## Descrizione
Il testo registrato può essere la versione integrale di un libro, o un testo scritto appositamente per essere pubblicato esclusivamente come audiolibro, o ancora una riduzione o una sceneggiatura (originale o non) scritta appositamente per la registrazione audio. Gli audiolibri possono presentare anche musiche e ricostruzioni sonore (sound design), anche se generalmente l'audiolibro "classico" prevede la sola voce del lettore che legge il testo. Alcuni audiolibri sono letti da attori, cantanti o dagli scrittori stessi.
Esiste una specifica varietà di audiolibri dove la componente musicale è paritetica rispetto al testo. Si tratta di opere in forma di melologo.
Gli audiolibri, oltre a permettere la lettura dei libri mentre si è occupati in altre attività, possono essere anche un valido aiuto per molte persone con particolari disabilità visive o motorie, oppure dislessiche.
Gli audiolibri sono molto diffusi sul mercato anglosassone, in cui tutti i libri più importanti di norma escono contemporaneamente in versione cartacea e in versione audio (a volte anche in doppia versione audio: integrale e ridotta).

## Audiolibro e rete
In rete si stanno ampliando anche le risorse completamente gratuite.
Si usa, in genere, il termine audiolibro per indicare testi professionali interpretati da attori, quello di libro parlato per testi letti da volontari. Diverse organizzazioni hanno curato e realizzato biblioteche di libri parlati come quella del Centro Nazionale del Libro Parlato dell’Unione Italiana dei Ciechi e degli Ipovedenti, quella di Verbania e Milano creata dai Lions o quella di Feltre del Centro Internazionale del Libro Parlato "A. Sernagiotto". 
YouTube offre oggi a molti lettori volontari la possibilità di pubblicare video di audioletture: ciò ha incrementato la presenza in rete di audiolibri di opere letterarie antiche e contemporanee sconosciute o dimenticate e accessibili gratuitamente al grande pubblico.